# 阿波羅與黛芙妮 (貝尼尼)
吉安·洛倫佐·貝爾尼尼的《阿波羅與黛芙妮》是巴洛克式的藝術品，是一件真人大小的大理石雕塑，現存放在意大利羅馬的博爾蓋塞美術館。它的靈感來自羅馬神話中太陽神阿波羅的跟蹤騷擾的故事。

## 概況
這件雕塑的作者貝尼尼是曾經在羅馬設計教堂的意大利雕塑家，他是17世紀歐洲的巴洛克時期最著名的藝術家之一。此雕塑是他的代表作之一，於1622年至1625年間製作，在意大利羅馬完成。作為巴洛克藝術，此作品的內容較富戲劇性，是神話故事劇情中的一瞬間，描述了最有活力和最引人注目的時刻。

## 題材
《阿波羅與黛芙妮》是羅馬神話中太陽神阿波羅跟蹤騷擾的故事，對象為河神彼紐斯的女兒黛芙妮。對於這件作品的內容，用了奧維德的《變形記》中描述得較詳細的版本。
此故事的其中一位主角黛芙妮是河神之女兒，她不願受拘束，只想在山林逐鹿獵禽，不想碰觸婚姻與愛情。另一方面，太陽神阿波羅下凡人間，因與愛神丘比特起爭執，遂被其愛情金箭射中。故當他遇上黛芙妮，顿时愛火中燒，神迷心狂。黛芙妮被嚇得慌張起來，夭夭逃亡。阿波羅滿心愛情渴望，一下把她追上了。此時，黛芙妮向父親呼叫，寧願毀了自己的身體，也不要討人喜愛。河神答應，她的身體便慢慢變成一棵月桂樹了。
這座雕塑表現了故事結局的壯麗場景，阿波羅衝向黛芙妮、剛要觸摸她的一刻。
此雕塑只用了米白色的大理石為材料，並無其他裝飾，使雕刻出來的形狀更清晰，令故事劇情及雕刻技巧都更突出。與加上冥界的三頭犬的《普若瑟比娜之擄獲》不同，此作品並沒有加上任何代表阿波羅的神獸以突出主題。从個人風格上看，雖然貝尼尼擅長雕塑及建築，但是他沒有故意將此作品與建築聯繫，而将其以獨立的藝術品形式呈现。
另外，從其風格來看，可見一些忠於傳統之處。古希臘時期的藝術品中，古人通常會以中性的形象來描寫阿波羅，他的身材纖瘦，樣貌年輕，沒有留鬍鬚，並配有女性般頗長的頭髮。在这尊雕塑上貝尼尼運用了上述所有特质，保留了阿波羅的傳統形象。

## 視覺元素和效果
這件雕塑上，人物的表情十分仔細，造型逼真。兩位主人翁略為重疊地站著，組成清楚簡單的構圖，突出主題。大理石的米白色屬於暖色，令整個畫面更和諧。貝尼尼選擇上述的元素，傾向表現富戲劇性的視覺效果。
阿波羅奔跑的動作可產生一些空間申延，使他背後的空間更大、視野更廣。由於這作品並非只有一個觀點，所以要欣賞這件雕塑，就要甚麼角度也看一次。例如從背後看阿波羅的話，黛芙妮的形象便較模糊，只看到變成樹的部分。
這件雕塑捕捉了黛芙妮變身時激烈的情感，和戲劇性地描寫她不同階段變化的形態。黛芙妮的雙眼瞪大、嘴兒張開，表現出緊張、驚訝的神情，這是由於背後追求自己的人已跟上了，以及對自己突然變成月桂樹的恐慌。她由腳開始變成樹幹、手指開始長出樹葉等，可推演出她身體其他部位將會變成樹木。其實阿波羅亦是表情激動的，他微微張開的嘴巴表露出一絲失落，但仍遮蓋不了雙眼露出年青人對未來充滿戀愛憧憬的神情。當阿波羅追上愛人時，他便是一手抓住對方的身體，若對方並非已變成一棵樹，早就被他抱過來了，可見阿波羅熾熱又自私的愛慕之情。
質感上，從貝尼尼運用到此作品上的雕刻技巧，能夠做到於同一石上創造出不同質感。樹幹上的樹皮看似是乾燥的、堅硬的，而樹葉是新鮮、柔韧的，阿波羅身上的布看似是柔軟的、飄逸的，黛芙妮的嘴唇、面額及身體是嫩滑的、有彈性的，阿波羅的身體是扎實的。對於黛芙妮身體的柔軟，可從阿波羅的手用力按下的位置清楚見到。其實貝尼尼在較早前的另一件代表作《普若瑟比娜之擄獲》上有更高的造詣，該作品中冥王普路托用力抓住五穀女神戴密特之女普若瑟比娜的胴體，其力度使手指微微向肌肉陷入，離遠可見，畫面較為刺激。由於故事中阿波羅沒必要像普路托般著力，因此現時這種力度的效果才會合理。雖然雕像人物的頭髮未如真髮般细腻，但是黛芙妮辮子的形狀已十分逼真，与貝尼尼在《大衛》手上彈弓的繩子塑造技巧一脉相承。

## 詮釋
貝尼尼與古羅馬神話有關的雕塑共有五尊。除了《阿波羅與黛芙妮》之外，便包括1615年製作的代表作之一《山羊艾默希爾》、1620年製作的《尼普頓與特萊頓》、1621年至1622年製作的《普若瑟比娜之擄獲》、以及1635年製作的頭像《美杜莎》。由於《山羊艾默希爾》的主角是天神朱比特，《普若瑟比娜之擄獲》的主人翁則是冥王普路托，加上與海神尼普頓及太陽神阿波羅有關的作品，故除了較後期的《美杜莎》之外，其餘四件作品都是與神話中最主要的神有關的。可見貝尼尼的選材頗為主流，而得出的效果是較端莊，與巴洛克藝術的特色吻合。
感情豐富的貝尼尼，在這件作品中強烈地表現了主人翁的情感。這作品描寫了阿波羅徒勞地拼命追求愛情，有著世間情郎無法討得初戀情人歡心的含意。
對於現代的觀者，仍會感受到貝尼尼大師級的高超造詣，雖然現今有不少出色的藝術品，但對於巴洛克藝術的評價總不會降低。

## 註解
1. ↑  Fred S. Kleiner, Christin J. Mamiya, Richard G. Tansey. Gardner’s Art through the Ages (Eleventh Edition). Fort Worth: Harcourt College Publishers, 2001, Chapters 5, 24.
2. ↑  Rolf Toman. Baroque: Architecture Sculpture Painting. France: Konemann, pp.279-281.
3. ↑  李梅齡、沈德傳、許綺玲、李復興：《諸神的傳奇》，台北：雄獅圖書公司，1984，頁42。
4. ↑  Tutte Le Opere Nel Mondo. Bernini. Roma: Fratelli Palombi Editori, 1993, pp. 12-15.
5. ↑  Bindman, David. European sculpture from Bernini to Rodin. London: Studio Vista, 1970, pp. 21-22.
6. ↑  （英文）Simon Schama. When stone came to life （页面存档备份，存于） [檢索日期2009年5月26日]